# Set (sport)
Set är ett sätt att dela in matcher. Den används i huvudsak i bollsporter där spelarna är separerade av ett nät som det gäller att få bollen över (badminton, beachvolleyboll, bordtennis, tennis och volleyboll). Vid användning av set utses vinnaren genom att den spelare eller det lag som vinner flest set vinner matchen. Antalet set som krävs för att vinna en match är känt på förhand och beroende på sport och sammanhang. Matcher i sporter som använder set kan i allmänhet inte sluta oavgjort. 
En konsekvens av användningen av set är att det alltid är praktiskt möjligt för en spelare eller ett lag som presterat dåligt att vända matchen då alla set räknas lika oavsett om de varit jämna eller ojämna.
I sporter som inte använder set är istället speltiden vanligen bestämd på förhand (ibland med möjlighet till förlängning). I dessa räknas det totala antalet mål eller poäng och det är möjligt för matcher att sluta oavgjort.